# 教会領長崎
教会領長崎（きょうかいりょうながさき）は、1580年（天正8年）から1587年（天正15年）まで、イエズス会によって統治されていた時代の長崎。

## 概要
キリシタン大名だった大村純忠は、日本の寄港地を探していたポルトガル人の希望に応じて、1571年（元亀2年）に長崎を開港地とした。天然の良港だった長崎はポルトガルの寄港地として定着する一方、純忠は周辺大名からの圧迫に苦しむ立場だった。南蛮貿易を保持する目的で、純忠はイエズス会巡察使だったアレッサンドロ・ヴァリニャーノに対して、長崎を同じく領内の茂木とともに会に寄進することを申し出た。これにより長崎の司法権・行政権はイエズス会が持つことになった。
しかし、豊臣秀吉が九州を支配下に収めると、長崎の統治権を没収し、イエズス会による統治は終了した。

## 関連文献
- 安野眞幸『教会領長崎 イエズス会と日本』講談社〈講談社選書メチエ〉、2014年6月11日。ISBN 978-4-06-258579-8。
- 小西瑞恵「自治都市長崎の歴史的位置 安野眞幸氏の研究を中心に」『大阪樟蔭女子大学学芸学部論集』第45号、大阪樟蔭女子大学、2008年1月31日、233-246頁。